# Chó sục Glen of Imaal
Chó sục Glen of Imaal (tiếng Ireland: Brocaire Uí Mháil) là một giống chó của loài chó sục và là một trong bốn giống chó sục của Ireland. Nó đôi khi được gọi là Chó sục Glen of Imaal Ireland hoặc Chó sục Wicklow và tên của giống này thường được rút ngắn bởi những người yêu thích chó, rút gọn thành Glen.
Giống chó này có cái tên bắt nguồn từ và được đặt tên theo địa danh Glen of Imaal ở Quận Wicklow, Ireland. Nó được công nhận lần đầu tiên bởi Câu lạc bộ Chăm sóc Chó Ireland vào năm 1934 và gần đây nhất là Câu lạc bộ Chăm sóc Chó Hoa Kỳ năm 2004. Câu lạc bộ Chăm sóc Chó Canada đã bỏ phiếu để công nhận ra Glens cách chính thức vào năm 2017 sau khi giống chó này trải qua nhiều năm trong danh sách nhóm chó tạp chủng; theo Đạo luật Động vật, giống chó này phải được Bộ Nông nghiệp Canada phê duyệt, dự kiến vào năm 2018.
Loài này gần như đã tuyệt chủng trước khi được hồi sinh vào đầu thế kỷ XX bởi các nhà lai tạo ở quê hương của nó. Ngày nay, Chó sục Glen of Imaal vẫn là một trong những giống chó hiếm nhất (ở Hoa Kỳ, số lượng động vật đã đăng ký với số lượng chó giống này còn sống chỉ khoảng vài trăm con) và là giống chó sục ít được biết đến nhất. Nó được coi là một giống chó bản địa dễ bị tổn thương bởi Câu lạc bộ Chăm sóc Chó Vương quốc Anh qua theo dõi các giống chó phát hiện rằng giống này có ít hơn 300 chó con được đăng ký mỗi năm.